# Literatură și artă română

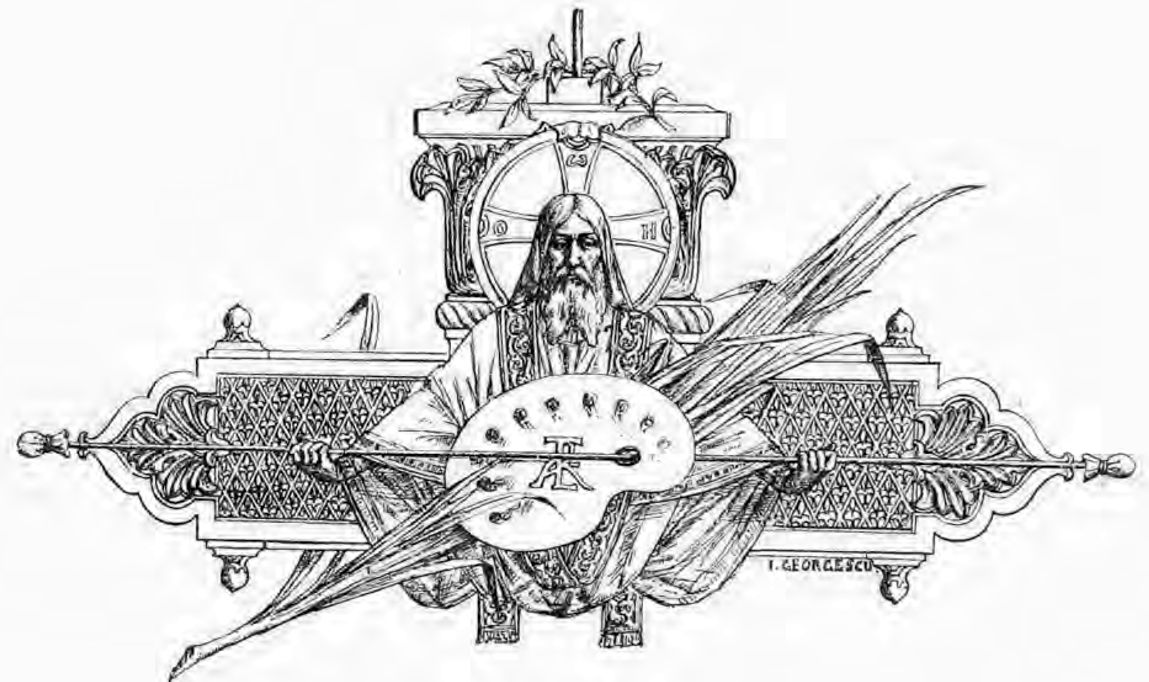
Siglă a revistei realizată de Ion Georgescu

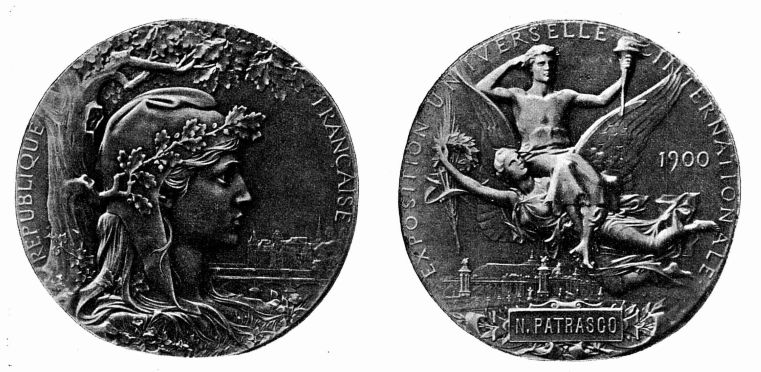
Medalia de aur la Expoziția universală de la Paris din anul 1900 - decernată revistei Literatură și artă română condusă de Nicolae Petrașcu.

Literatură și artă română, cu subtitlul Idei, simțire, formă, a fost o revistă publicată la București, întemeiată de Dumitru C. Olănescu și Nicolae Petrașcu. Ea a apărut, cu intermitențe, între 25 noiembrie 1896 și 25 decembrie 1910, în condiții grafice excelente, sub conducerea lui Nicolae Petrașcu, care era editor și director.
Revista își declara un program destul de vag: constata că literatura noastră nu urmează o dezvoltare firească, pentru că lipsește o "educație națională". Pentru acoperirea lipsei trebuie un nou "regim intelectual" care să dezvolte patriotismul și în vederea acestui scop își propune a lucra revista aceasta.
Potrivit casetei editoriale a acesteia, direcția și administrația, care până în 1907 funcționau în str. Fântânei nr. 46, au funcționat din 1908 și până la ultimul număr din 1910 în Piața Romană nr. 1, într-o casă proiectată de arhitectul Ion Mincu pentru N. Petrașcu.
Revista Literatură și artă română era o publicație importantă în epocă, astfel că Revue des revues (Revista revistelor) scria la 1 februarie 1899: „Marele magazin român continuă să grupeze în jurul lui elita talentelor literare din țară”.
Printre colaboratori pot fi enumerați: Bogdan Petriceicu Hasdeu, Alexandru Vlahuță, Duiliu Zamfirescu, Nicolae Iorga, A. D. Xenopol etc. În revistă au fost reproduse opere ale pictorilor Nicolae Grigorescu, Theodor Aman, Ion Andreescu, George Demetrescu Mirea.
Haralamb Lecca a publicat poezii și teatru. Au mai publicat poezii: D. Nanu, Ștefan Petică, Th. Șerbănescu, G. Tutoveanu, Dimitrie Anghel, Ion Bârseanul, Iuliu Dragomirescu, Ștefan Iosif, Andreiu Naum, L. Dauș, Radu Rosetti ș.a. Nuvele au publicat Constantin I. Nottara, H. Coșoiu, E. Grigoroviță ș.a. Anghel Demetriescu a publicat articole de critică literară; Gheorghe Dem Theodorescu, articole de folclor; iar Ionescu-Gion articole de istorie. Nicolae Iorga a publicat note de călătorie și articole de istorie,, Duiliu Zamfirescu (nuvela Cu bilet circular), I. L. Caragiale (Între două povețe), George Coșbuc (Moartea lui Gelu, Faptul zilei ș. a.), Șt. O. Iosif, Gala Galaction, George Enescu, G. Dragoslav, ș. a.
În revistă a debutat Vasile Militaru.